# Isefjord

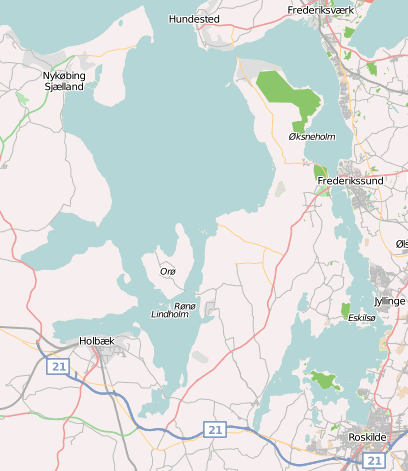
Isefjord links, rechts der Roskilde-Fjord.

Der Isefjord ist ein rund 35 Kilometer langes, 305 km² großes Boddengewässer im Nordwesten der dänischen Insel Seeland. 
Die Besonderheit des Isefjordes ist, dass er landeinwärts tiefer ist als an seiner Öffnung zum Kattegat zwischen Hundested und Rørvig. Der Bodden hat eine durchschnittliche Tiefe von 5 bis 7 Metern, er ist bei Orø mit 17 Metern am tiefsten. Der Salzgehalt liegt zwischen 1,6 % und 2,2 %.
Die Uferlinie des Isefjords bildet zahlreiche Buchten aus: die Nykøbing Bugt bei Nykøbing Sjælland, den Lammefjord, den Holbæk Fjord bei Holbæk, Inderbredning und Bramsnæs Bugt sowie die Jægerspris Bugt bei Jægerspris.
Durch den Isefjord gelangt man in östlicher Richtung in die Förde Roskilde-Fjord.
Koordinaten: 55° 50′ 30″ N, 11° 48′ 30″ O